# Санники
Са́нники — село в Україні, в Яворівському районі Львівської області. Населення становить 449 осіб. Орган місцевого самоврядування — Мостиська міська рада.